# Rzeczniepospolita
Rzeczniepospolita – piąty album zespołu Wańka Wstańka wydany 15 czerwca 2007 roku nakładem wydawnictwa Love Industry.
Album nagrano i zmiksowano w Love Industry Studio w Łodzi. Nagranie: Maciej Werk. Mix: Sebastian Binder. Mastering: Grzegorz Piwkowski. Singlem promującym album był remix utworu „Lato”. Do piosenki nakręcono teledysk.

## Lista utworów
Źródło:.
1. „Drogowskazy” – 3:09
2. „Jesteś super” – 3:06
3. „Kasa fiskalna” – 4:08
4. „Rzeczniepospolita” – 2:58
5. „Błąd II” – 2:26
6. „Polski Disnejlend” – 2:12
7. „Wywiad z wampirem” – 2:58
8. „Na zdrowie” – 2:43
9. „Lato” – 3:52
10. „Pan wojny” – 2:49
11. „Melodramat” – 2:29
12. „Lato (Radio Edit)” – 3:08

## Muzycy
Źródło:.
- Krzysztof Bara „Bufet” – śpiew
- Piotr Liszcz „Mizerny” – gitara, drugi wokal
- Barbara Mikulska „Ekke” – gitara basowa, drugi wokal
- Leszek Dobrzański „Laszlo” – perkusja